# Alexander Buchmann
Alexander Buchmann (født 24. januar 1982 i Trondheim) er en er en norsk tidligere håndboldspiller.

## Karriere
Hans sidste klub var den franske klub US d'Ivry Handball som han købte sig fri fra i december 2008 efter en længere uenighed med klubben. Han har også spillet for Astor, Byåsen, Sjetne og Heimdal, tyske SG Flensburg-Handewitt, spanske BM Altea, danske Århus GF, Altea samt udlånt til franske Toulouse Union Handball.
Han har spilles 61 kampe og scoret 196 mål for det norske hold før han trak sig tilbage efter en skade i akillessenen under VM i 2009.
Efter at han trak sig tilbage fra håndbold har han arbejdet med at lave analyser og videoer for norges håndboldforbund.
I efteråret 2010 arbejdede han for Læger uden grænser i Niger.
Siden 2010 har han arbejdet som logistiker hos Médecins Sans Frontières.

## Privatliv
Den 30. september 2016 giftede Buchmann sig med musikeren Marit Larsen i Oslo.

## Klubber
- Astor
- Byåsen
- Sjetne
- Heimdal
- US Ivry
- BM Altea
- Toulouse Union Handball